# Смільчинецька сільська рада
Смільчине́цька сільська́ ра́да — адміністративно-територіальна одиниця та орган місцевого самоврядування в Лисянському районі Черкаської області. Адміністративний центр — село Смільчинці.

## Загальні відомості
- Населення ради: 827 осіб (станом на 2001 рік)

## Населені пункти
Сільській раді підпорядковані населені пункти:
- с. Смільчинці
- с. Ганжалівка

## Склад ради
Рада складається з 12 депутатів та голови.
- Голова ради: Карпенко Микола Анатолійович
- Секретар ради: Іващенко Ніна Олексіївна

### Керівний склад попередніх скликань
| Прізвище, ім'я, по батькові  | Основні відомості                                                         | Дата обрання | Дата звільнення |
| ---------------------------- | ------------------------------------------------------------------------- | ------------ | --------------- |
| Карпенко Микола Анатолійович | Сільський голова, 1968 року народження, освіта вища, безпартійний         | 26.03.2006   | 31.10.2010      |
| Карпенко Микола Анатолійович | Сільський голова, 1968 року народження, освіта вища, член Партії регіонів | 31.10.2010   |                 |

Примітка: таблиця складена за даними сайту Верховної Ради України

### Депутати
За результатами місцевих виборів 2010 року депутатами ради стали:

#### За суб'єктами висування
| Суб'єкт висування                                       | Кількість обраних депутатів | %    |
| ------------------------------------------------------- | --------------------------- | ---- |
| Самовисування                                           | 6                           | 50   |
| Народна партія                                          | 3                           | 25   |
| Партія регіонів                                         | 2                           | 16,7 |
| Соціально-екологічна партія «Союз. Чорнобиль. Україна.» | 1                           | 8,3  |

#### За округами
| № округу                                                | Прізвище, ім'я, по батькові   | Дата визнання обраним | Освіта             | Партійна приналежність                                        | Відомості про обраного депутата                                              |
| ------------------------------------------------------- | ----------------------------- | --------------------- | ------------------ | ------------------------------------------------------------- | ---------------------------------------------------------------------------- |
| Народна Партія                                          |                               |                       |                    |                                                               |                                                                              |
| 1                                                       | Стукало Світлана Іванівна     | 01.11.2010            | вища               | позапартійна                                                  | пенсіонер                                                                    |
| 9                                                       | Щибря Ольга Іванівна          | 01.11.2010            | вища               | позапартійна                                                  | Смільчинецька сільська рада, завідувачка Фельдшерського пункту с. Смільчинці |
| 11                                                      | Верзун Лариса Петрівна        | 01.11.2010            | вища               | позапартійна                                                  | Смільчинецька сільська рада, завідувачка Фельдшерського пункту с. Ганжалівка |
| Партія регіонів                                         |                               |                       |                    |                                                               |                                                                              |
| 6                                                       | Іващенко Ніна Олексіївна      | 01.11.2010            | вища               | член Партії регіонів                                          | Смільчинецька сільська рада, секретар сільської ради                         |
| 12                                                      | Вовчок Алла Порфирівна        | 01.11.2010            | вища               | член Партії регіонів                                          | Смільчинецька сільська рада, спеціалістІІ кат.                               |
| Соціально-екологічна партія «Союз. Чорнобиль. Україна.» |                               |                       |                    |                                                               |                                                                              |
| 10                                                      | Візіренко Віктор Іванович     | 01.11.2010            | середня            | член Соціально-екологічної партії «Союз. Чорнобиль. Україна.» |                                                                              |
| Самовисування                                           |                               |                       |                    |                                                               |                                                                              |
| 2                                                       | Верзун Микола Михайлович      | 01.11.2010            | середня спеціальна | позапартійний                                                 | пенсіонер                                                                    |
| 3                                                       | Демура Юрій Васильович        | 01.11.2010            | вища               | позапартійний                                                 | ПП «Віта-Колос», агроном                                                     |
| 4                                                       | Момот Наталія Петрівна        | 01.11.2010            | середня            | позапартійна                                                  | тимчасово не працює                                                          |
| 5                                                       | Павлов Іван Петрович          | 01.11.2010            | вища               | позапартійний                                                 | СФТ"Хлібороб", голова                                                        |
| 7                                                       | Райченко Микола Володимирович | 01.11.2010            | середня            | позапартійний                                                 | Лисянська дільниця Звенигородського УЕГГ, слюсар                             |
| 8                                                       | Огнивий Віталій Васильович    | 01.11.2010            | середня            | позапартійний                                                 | Смільчинецьке ВПЗ, листоноша                                                 |

## Населення
Згідно з переписом УРСР 1989 року чисельність наявного населення сільської ради становила 1304 особи, з яких 524 чоловіки та 780 жінок.
За переписом населення України 2001 року в сільській раді мешкало 820 осіб.

### Мова
Розподіл населення за рідною мовою за даними перепису 2001 року:
| Мова       | Відсоток |
| ---------- | -------- |
| українська | 97,46 %  |
| російська  | 2,54 %   |